# Munia: The Tale
Albums de Richard Bona
Reverence
(2001) Tiki
(2006)
Munia: The Tale est le troisième album studio de Richard Bona sorti en 2003 sur le label Universal Music. On y trouve un duo avec le chanteur malien Salif Keïta sur le morceau Kalabancoro ainsi qu'un hommage à Miles Davis avec le morceau Painting A Wish.

## Liste des morceaux
Toutes les chansons sont écrites et composées par Richard Bona, sauf mention contraire.
| No  | Titre                                                      | Durée |
| --- | ---------------------------------------------------------- | ----- |
| 1.  | Bonatology (Incantation)                                   | 1:42  |
| 2.  | Kalabancaro (Feat. Salif Keïta) (Richard Bona/Salif Keita) | 4:04  |
| 3.  | Sona Moma                                                  | 4:30  |
| 4.  | Painting A Wish                                            | 5:49  |
| 5.  | Engingilaye                                                | 4:43  |
| 6.  | Dina Lam (Incantation)                                     | 5:27  |
| 7.  | Balemba Na Bwemba                                          | 5:01  |
| 8.  | Muto Bye Bye                                               | 6:01  |
| 9.  | Bona Petit (Richard Bona/Charlotte Balibar)                | 4:50  |
| 10. | Couscous                                                   | 3:28  |
| 11. | Playground (Etienne Stadwijk)                              | 6:31  |

## Musiciens
- Richard Bona - Chant, basse, basse piccolo, guitare acoustique et électrique, percussions, claviers, chœurs, vocoder
- Salif Keïta - Chant
- Nathaniel Tonwsley - Batterie
- Diely Moussa Conde - Kora
- Bailo Ba - Flûte fulani
- A.T.N. - Claviers, piano, accordéon
- Vinnie Colaiuta - Batterie
- Kenny Garrett - Saxophone soprano
- George Colligan - Piano
- George Whitty - Piano acoustique, claviers
- Gilmar Gomes - Percussions
- Aaron Heick - Saxophone alto & ténor
- Todd Horton - Trompette, bugle
- Andrew Lippman - Trombone
- Moog - Percussions
- Chris Young - Guitare électrique
- Romero Lubambo - Guitare électrique et acoustique
- Coco Mbassi, Valérie Belinga, Julia Sarr, Magali & Agnes Kervarec, Yanis & Karl Ngando Mpondo, Fred-Yves & Caresse Bolanga - Chœurs